# Oijusluoma
Oijusluoma är en sjö i Finland. Den ligger i kommunen Kuusamo i landskapet Norra Österbotten, i den nordöstra delen av landet, 700 km norr om huvudstaden Helsingfors. Oijusluoma ligger 301,1 meter över havet. Den är 26 meter djup. Arean är 6,64 kvadratkilometer och strandlinjen är 39,21 kilometer lång. Sjön  ingår i Ijo älvs huvudavrinningsområde.   Den sträcker sig 4,0 kilometer i nord-sydlig riktning, och 6,1 kilometer i öst-västlig riktning.
I övrigt finns följande i Oijusluoma:
- Tiirosaari (en ö)
- Isosaari (en ö)
- Maijansaari (en ö)
- Ykkössaari (en ö)
- Iso Kumpusaari (en ö)
- Kolmossaari (en ö)
- Pikku Kumpusaari (en ö)
- Ahosaari (en ö)
- Tuulisaari (en ö)
- Sarvisaari (en ö)
- Reposaari (en ö)

I övrigt finns följande vid Oijusluoma:
- Haapovaarat (kullar)